# Губерт Ферпортен
Губерт Ферпортен (нім. Hubert Verpoorten; 7 вересня 1922, Дуйсбург — 21 листопада 1995) — німецький офіцер-підводник, оберлейтенант-цур-зее крігсмаріне.

## Біографія
23 вересня 1940 року вступив на флот. В січні-червні 1942 року пройшов практику вахтового офіцера на підводному човні U-558, з червня 1942 по січень 1943 року — курс підводника. З березня 1943 року — вахтовий офіцер у 8-й, 9-й і 13-й флотиліях та на  U-703. В травні-серпні 1944 року пройшов курс командира човна, в серпні-вересні — командирську практику на U-23. З 7 вересня 1944 року — командир U-19. 11 вересня човен був затоплений екіпажем біля берегів Туреччини і всі моряки були інтерновані турецькою владою.

## Звання
- Кандидат в офіцери (23 вересня 1940)
- Морський кадет
- Фенріх-цур-зее (1 серпня 1941)
- Оберфенріх-цур-зее (1 липня 1942)
- Лейтенант-цур-зее (1 січня 1943)
- Оберлейтенант-цур-зее (10 вересня 1944)

## Нагороди
- Нагрудний знак торпедних катерів (26 травня 1941)
- Нагрудний знак підводника (23 червня 1942)
- Залізний хрест 2-го класу (23 червня 1942)